# Samira Rafaela
Samira Rafaela (Zoetermeer, 11 de febrer del 1989) és una diputada al Parlament Europeu en representació dels Països Baixos i el partit D66.
Elegida el 2019, Rafaela és la primera eurodiputada neerlandesa d'orígens afrocaribenys. És membre de la Comissió de Comerç Internacional, la Comissió de Drets de la Dona i Igualtat de Gènere (des del 2019) i la Comissió d'Ocupació i Afers Socials (des del 2021).
Forma part de les delegacions del Parlament Europeu a l'Assemblea Parlamentària Euro-Llatinoamericana (EuroLat) i la Comissió Parlamentària Mixta UE-Xile. Així mateix, copresideix l'intergrup contra el racisme i per a la diversitat del Parlament Europeu i és membre de l'intergrup sobre intel·ligència artificial i el món digital i l'intergrup sobre discapacitat.